# Actaletidae
Actaletidae is een familie van springstaarten en telt 10 beschreven soorten.

## Taxonomie
- Geslacht Actaletes (1 soort)
- Geslacht Spinactaletes (9 soorten)